# Roche-à-Frêne
Roche-à-Frêne is een klein dorpje aan de Aisne in de gemeente Manhay in de Belgische provincie Luxemburg. Het dorp wordt gekenmerkt door zijn opvallende rotsformatie. Deze unieke rots bestaat uit een conglomeraatgesteente uit het vroege Devoon, en is deel van het Synclinorium van Dinant. De rots is erg geliefd bij alpinisten. Verschillende parcoursen zijn er uitgetekend.
Van ver in de streek komt men in Roche-à-Frêne flessen vullen met fris bronwater. Dicht bij de rots ontspringt de populairste van de vele bronnen.
Het dorp is ook gekend bij wielrenners. De Col de Roche-à-Frêne (361 meter) is een klassieke beklimming. 
Deelgemeenten: Dochamps · Grandmenil · Harre · Malempré · Odeigne · Vaux-Chavanne

Overige plaatsen: Roche-à-Frêne · Fays · Freyneux · Lamorménil

Belgische gemeenten · Arrondissement Marche-en-Famenne · Luxemburg · Wallonië